# Tour de France 1935
| 29. Tour de France 1935 – Endstand |                     |                           |
| Streckenlänge                      | 21 Etappen, 4338 km | 21 Etappen, 4338 km       |
| Toursieger                         | Romain Maes         | 141:32:00 h (30,650 km/h) |
| Zweiter                            | Ambrogio Morelli    | + 17:52 min               |
| Dritter                            | Félicien Vervaecke  | + 24:06 min               |
| Vierter                            | Sylvère Maes        | + 35:24 min               |
| Fünfter                            | Jules Lowie         | + 51:26 min               |
| Sechster                           | Georges Speicher    | + 54:29 min               |
| Siebenter                          | Maurice Archambaud  | + 1:09:28 h               |
| Achter                             | René Vietto         | + 1:21:03 h               |
| Neunter                            | Gaby Ruozzi         | + 1:34:02 h               |
| Zehnter                            | Oskar Thierbach     | + 2:00:04 h               |
| Bergwertung                        | Félicien Vervaecke  | 118 P.                    |
| Zweiter                            | Sylvère Maes        | 92 P.                     |
| Dritter                            | Gabriel Ruozzi      | 70 P.                     |
| Teamwertung                        | Belgien             | Belgien                   |

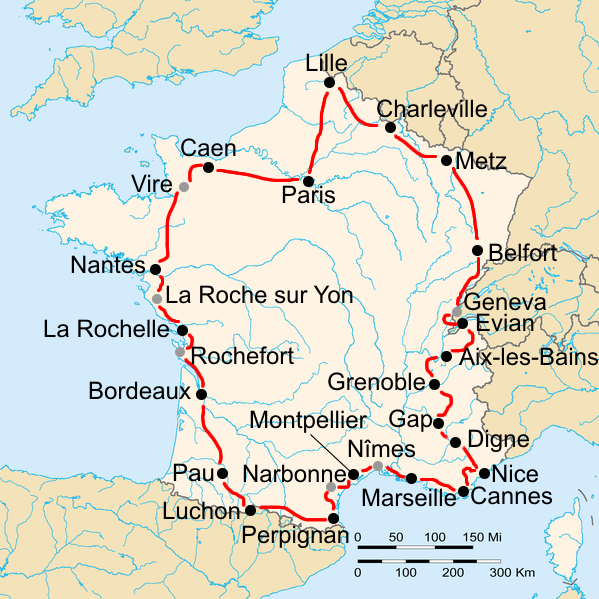
Streckenkarte der Tour de France 1935

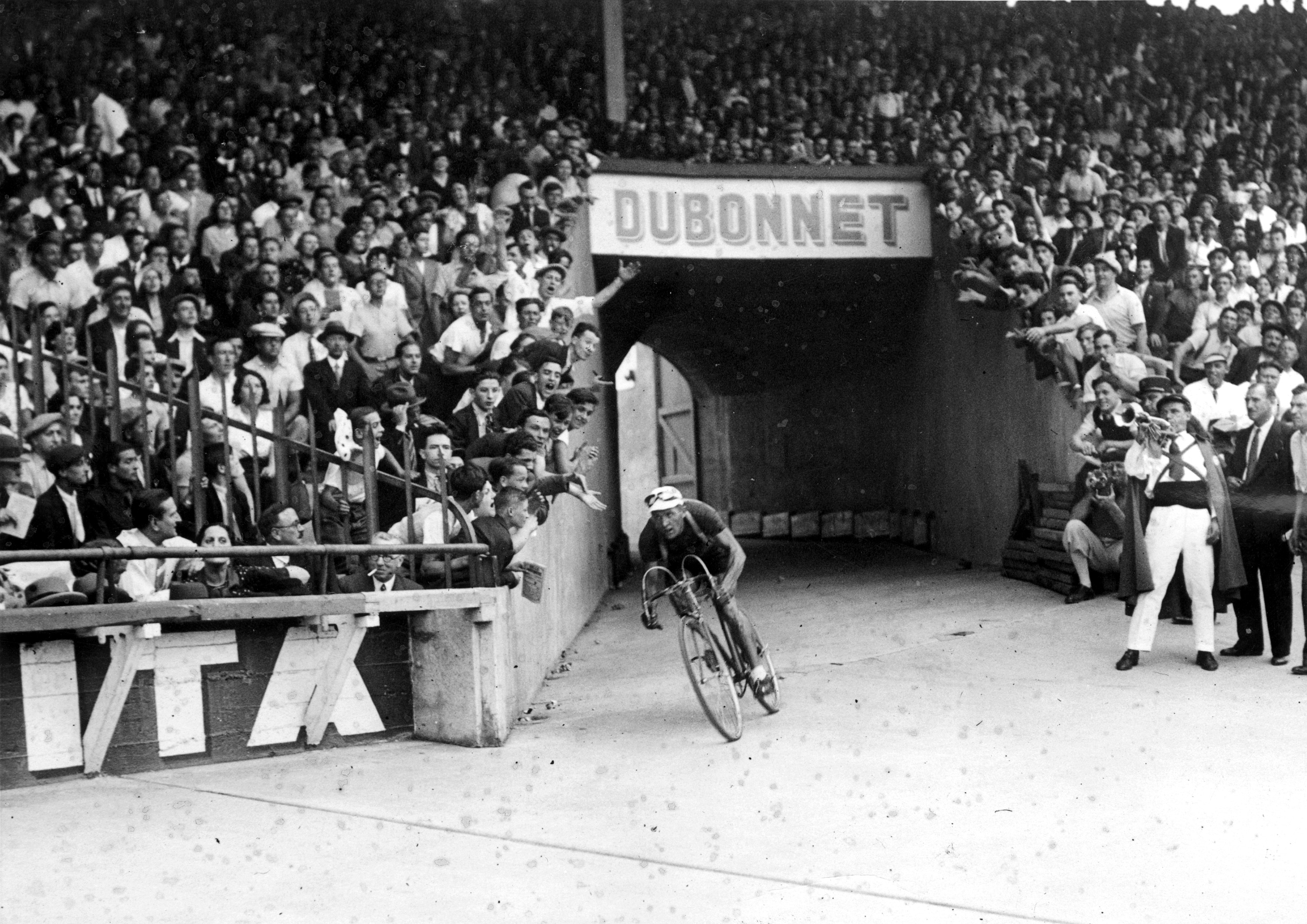
Der Sieger Romain Maes bei der Einfahrt in das Prinzenparkstadion

Die 29. Tour de France startete am 4. Juli 1935 in Paris erreichte am 28. Juli nach 4338 km wieder die französische Hauptstadt. 93 Rennfahrer nahmen an der Rundfahrt teil, 46 davon wurden klassifiziert.
Die Strecke führte die 93 Teilnehmer auf 21 Etappen mit dem Uhrzeigersinn durch Frankreich. Nachdem es im Vorjahr zum ersten Mal ein Einzelzeitfahren gegeben hatte, beschloss die Tourleitung, auf je drei Halbetappen Einzel- bzw. Mannschaftszeitfahren zu veranstalten.

## Rennverlauf
Romain Maes aus Belgien konnte die erste Etappe der Tour für sich entscheiden und gab seine Führung in der Gesamtwertung nicht mehr ab. Er erreichte eine Durchschnittsgeschwindigkeit von 30,650 km/h.
Auf der 229 km langen Königsetappe von Aix-les-Bains nach Grenoble über den Col du Télégraphe, den Col du Galibier und den Lautaret musste Antonin Magne, der bis dato in der Gesamtwertung auf Platz zwei lag, nach einem Sturz aufgeben. Bei der Abfahrt vom Galibier stürzte der Spanier Francisco Cepeda so schwer, dass er drei Tage später seinen Verletzungen erlag. Er war das erste Todesopfer, das die Tour de France während eines Renntages forderte. (Bereits 1910 ertrinkt der französische Rennfahrer Adolphe Hélière während eines Ruhetags an der Côte d’Azur.)
Beim 33 km langen Zeitfahren bei La Rochelle war der Franzose Jean Fontenay am schnellsten. Für unerlaubtes Windschattenfahren hinter einem Auto wurde ihm der Etappensieg aber wieder aberkannt und er erhielt eine Zeitstrafe von fünf Minuten.
Die Teamwertung gewann die belgische Mannschaft, auch die Bergwertung ging mit Félicien Vervaecke an einen Belgier.

## Die Etappen
| Etappen        | Start – Ziel                    | km       | Etappensieger      | Gelbes Trikot |
| -------------- | ------------------------------- | -------- | ------------------ | ------------- |
| 1. Etappe      | Paris – Lille                   | 262      | Romain Maes        | Romain Maes   |
| 2. Etappe      | Lille – Charleville-Mézières    | 192      | Charles Pélissier  | Romain Maes   |
| 3. Etappe      | Charleville-Mézières – Metz     | 161      | Raffaele di Paco   | Romain Maes   |
| 4. Etappe      | Metz – Belfort                  | 220      | Jean Aerts         | Romain Maes   |
| 5. Etappe (a)  | Belfort – Genf (CH)             | 262      | Maurice Archambaud | Romain Maes   |
| 5. Etappe (b)  | Genf (CH) – Évian-les-Bains     | 58 (EZF) | Raffaele di Paco   | Romain Maes   |
| 6. Etappe      | Évian-les-Bains – Aix-les-Bains | 207      | René Vietto        | Romain Maes   |
| 7. Etappe      | Aix-les-Bains – Grenoble        | 229      | Francesco Camusso  | Romain Maes   |
| 8. Etappe      | Grenoble – Gap                  | 102      | Jean Aerts         | Romain Maes   |
| 9. Etappe      | Gap – Digne-les-Bains           | 227      | René Vietto        | Romain Maes   |
| 10. Etappe     | Digne-les-Bains – Nizza         | 156      | Jean Aerts         | Romain Maes   |
| 11. Etappe     | Nizza – Cannes                  | 126      | Romain Maes        | Romain Maes   |
| 12. Etappe     | Cannes – Marseille              | 195      | Charles Pélissier  | Romain Maes   |
| 13. Etappe (a) | Marseille – Nîmes               | 112      | Vasco Bergamaschi  | Romain Maes   |
| 13. Etappe (b) | Nîmes – Montpellier             | 56 (MZF) | Georges Speicher   | Romain Maes   |
| 14. Etappe (a) | Montpellier – Narbonne          | 103      | René Le Grevès     | Romain Maes   |
| 14. Etappe (b) | Narbonne – Perpignan            | 63 (EZF) | Maurice Archambaud | Romain Maes   |
| 15. Etappe     | Perpignan – Luchon              | 325      | Sylvère Maes       | Romain Maes   |
| 16. Etappe     | Luchon – Pau                    | 194      | Ambrogio Morelli   | Romain Maes   |
| 17. Etappe     | Pau – Bordeaux                  | 224      | Julien Moineau     | Romain Maes   |
| 18. Etappe (a) | Bordeaux – Rochefort            | 159      | René Le Grevès     | Romain Maes   |
| 18. Etappe (b) | Rochefort – La Rochelle         | 33 (EZF) | Romain Maes        | Romain Maes   |
| 19. Etappe (a) | La Rochelle – La Roche-sur-Yon  | 81       | René Le Grevès     | Romain Maes   |
| 19. Etappe (b) | La Roche-sur-Yon – Nantes       | 95 (MZF) | Jean Aerts         | Romain Maes   |
| 20. Etappe (a) | Nantes – Vire                   | 220      | René Le Grevès     | Romain Maes   |
| 20. Etappe (b) | Vire – Caen                     | 55 (MZF) | Ambrogio Morelli   | Romain Maes   |
| 21. Etappe     | Caen – Paris                    | 221      | Romain Maes        | Romain Maes   |